# EPrix de Berlin 2016
GP précédent GP suivant
L'ePrix de Berlin 2016 (2016 FIA Formula E BMW i Berlin ePrix), disputé le 21 mai 2016 sur le circuit urbain de Berlin, est la dix-neuvième manche de l'histoire du championnat de Formule E FIA. Il s'agit de la deuxième édition de l'ePrix de Berlin comptant pour le championnat de Formule E et de la huitième manche du championnat 2015-2016.

## Essais libres

### Première séance
| Pos. | Pilote          | Voiture                   | Chrono   | Écart     |
| ---- | --------------- | ------------------------- | -------- | --------- |
| 1    | Sébastien Buemi | Renault e.dams            | 57 s 648 |           |
| 2    | Oliver Turvey   | NEXTEV TCR                | 58 s 690 | + 1 s 042 |
| 3    | Lucas di Grassi | ABT Schaeffler Audi Sport | 58 s 916 | + 1 s 268 |
| 4    | Nicolas Prost   | Renault e.dams            | 59 s 168 | + 1 s 520 |
| 5    | Sam Bird        | DS Virgin Racing          | 59 s 236 | + 1 s 588 |
| 6    | Loïc Duval      | Dragon Racing             | 59 s 255 | + 1 s 607 |

### Deuxième séance
| Pos. | Pilote           | Voiture          | Chrono   | Écart     |
| ---- | ---------------- | ---------------- | -------- | --------- |
| 1    | Nelsinho Piquet  | NEXTEV TCR       | 57 s 909 |           |
| 2    | Sam Bird         | DS Virgin Racing | 57 s 922 | + 0 s 013 |
| 3    | Jean-Éric Vergne | DS Virgin Racing | 58 s 066 | + 0 s 157 |
| 4    | Robin Frijns     | Amlin Andretti   | 58 s 145 | + 0 s 236 |
| 5    | Oliver Turvey    | NEXTEV TCR       | 58 s 207 | + 0 s 298 |
| 6    | Loïc Duval       | Dragon Racing    | 58 s 263 | + 0 s 354 |

## Qualifications
| Pos. | Pilote              | Écurie                    | Groupe de qualification | Super pole | Grille  |
| ---- | ------------------- | ------------------------- | ----------------------- | ---------- | ------- |
| 1    | Jean-Éric Vergne    | DS Virgin Racing          | 57 s 603                | 57 s 811   | 1       |
| 2    | Sébastien Buemi     | Renault e.Dams            | 57 s 322                | 57 s 827   | 2       |
| 3    | Daniel Abt          | ABT Schaeffler Audi Sport | 57 s 798                | 57 s 852   | 3       |
| 4    | Sam Bird            | DS Virgin Racing          | 57 s 838                |            | 4       |
| 5    | Nelsinho Piquet     | NEXTEV TCR                | 58 s 026                |            | 5       |
| 6    | Nicolas Prost       | Renault e.Dams            | 58 s 028                |            | 6       |
| 7    | Oliver Turvey       | NEXTEV TCR                | 58 s 118                |            | 7       |
| 8    | Lucas di Grassi     | ABT Schaeffler Audi Sport | 58 s 183                |            | 8       |
| 9    | Loïc Duval          | Dragon Racing             | 58 s 298                |            | 9       |
| 10   | Simona De Silvestro | Amlin Andretti            | 58 s 654                |            | 10      |
| 11   | Mike Conway         | Venturi                   | 58 s 687                |            | 11      |
| 12   | Robin Frijns        | Amlin Andretti            | 58 s 742                |            | 12      |
| 13   | René Rast           | Team Aguri                | 58 s 756                |            | 13      |
| 15   | Ma Qing Hua         | Team Aguri                | 59 s 301                |            | 14      |
| 15   | Bruno Senna         | Mahindra Racing           | -                       | -          | 15      |
| 16   | Nick Heidfeld       | Mahindra Racing           | -                       | -          | 16      |
| 17   | Stéphane Sarrazin   | Venturi                   | -                       |            | Pitlane |
| 18   | Jérôme d'Ambrosio   | Dragon Racing             | -                       |            | 18      |

- Bruno Senna, Nick Heidfeld , Stéphane Sarrazin et Jérôme d'Ambrosio voient leurs temps annulés en raison d'une pression insuffisante de leurs pneumatiques.

## Course

### Classement
| Pos. | no | Pilote              | Écurie                    | Tours | Temps/Abandon   | Grille  | Points |
| ---- | -- | ------------------- | ------------------------- | ----- | --------------- | ------- | ------ |
| 1    | 9  | Sébastien Buemi     | Renault e.dams            | 48    | 53 min 46 s 086 | 2       | 25     |
| 2    | 66 | Daniel Abt          | ABT Schaeffler Audi Sport | 48    | + 1 s 767       | 3       | 18     |
| 3    | 11 | Lucas di Grassi     | ABT Schaeffler Audi Sport | 48    | + 2 s 381       | 8       | 15     |
| 4    | 8  | Nicolas Prost       | Renault e.dams            | 48    | + 3 s 328       | 6       | 12     |
| 5    | 25 | Jean-Éric Vergne    | DS Virgin Racing          | 48    | + 4 s 927       | 1       | 13     |
| 6    | 27 | Robin Frijns        | Amlin Andretti            | 48    | + 6 s 501       | 12      | 8      |
| 7    | 23 | Nick Heidfeld       | Mahindra Racing           | 48    | + 7 s 700       | 16      | 6      |
| 8    | 12 | Mike Conway         | Venturi                   | 48    | + 8 s 305       | 11      | 4      |
| 9    | 28 | Simona de Silvestro | Amlin Andretti            | 48    | + 12 s 473      | 10      | 2      |
| 10   | 4  | Stéphane Sarrazin   | Venturi                   | 48    | + 13 s 241      | Pitlane | 1      |
| 11   | 2  | Sam Bird            | DS Virgin Racing          | 47    | + 1 tour        | 4       |        |
| 12   | 88 | Oliver Turvey       | NEXTEV TCR                | 47    | + 1 tour        | 7       |        |
| 13   | 1  | Nelsinho Piquet     | NEXTEV TCR                | 47    | + 1 tour        | 5       |        |
| 14   | 77 | Ma Qing Hua         | Aguri                     | 47    | + 1 tour        | 14      |        |
| 15   | 21 | Bruno Senna         | Mahindra Racing           | 46    | + 2 tours       | 15      | 2      |
| 16   | 7  | Jérôme d'Ambrosio   | Dragon Racing             | 45    | + 3 tours       | 17      |        |
| Nc.  | 55 | René Rast           | Aguri                     | 42    | + 6 tours       | 13      |        |
| Abd. | 6  | Loïc Duval          | Dragon Racing             | 39    | Accident        | 9       |        |

- Sébastien Buemi, Nick Heidfeld et Stéphane Sarrazin ont été désignés par un vote en ligne pour obtenir le fanboost, qui leur permet de bénéficier de 25 kW supplémentaires pendant cinq secondes lors de la course[6].

### Pole position et record du tour
La pole position et le meilleur tour en course rapportent respectivement 3 points et 2 points.
- Pole position :  Jean-Éric Vergne (DS Virgin Racing) en 57 s 811.
- Meilleur tour en course :  Bruno Senna (Mahindra Racing) en 59 s 067 au 39e tour.

### Tours en tête
- Jean-Éric Vergne (DS Virgin Racing) : 5 tours (1-5)
- Sébastien Buemi (Renault e.dams) : 42 tours (6-23 ; 25-48)
- Lucas di Grassi (ABT Schaeffler Audi Sport) : 1 tour (24)

## Classements généraux à l'issue de la course
| Pos. | Pilote                 | Points |
| ---- | ---------------------- | ------ |
| 1    | Lucas di Grassi        | 141    |
| 2    | Sébastien Buemi        | 140    |
| 3    | Sam Bird               | 82     |
| 4    | Jérôme d'Ambrosio      | 64     |
| 5    | Nicolas Prost          | 62     |
| 6    | Stéphane Sarrazin      | 59     |
| 7    | Daniel Abt             | 50     |
| 8    | Loïc Duval             | 48     |
| 9    | Nick Heidfeld          | 47     |
| 10   | Robin Frijns           | 45     |
| 11   | Jean-Éric Vergne       | 37     |
| 12   | Bruno Senna            | 26     |
| 13   | António Félix da Costa | 20     |
| 14   | Oliver Turvey          | 10     |
| 15   | Mike Conway            | 5      |
| 16   | Nelsinho Piquet        | 4      |
| 17   | Nathanaël Berthon      | 4      |
| 18   | Simona de Silvestro    | 4      |

| Pos. | Écurie                    | Points |
| ---- | ------------------------- | ------ |
| 1    | Renault e.dams            | 202    |
| 2    | ABT Schaeffler Audi Sport | 191    |
| 3    | DS Virgin Racing          | 119    |
| 4    | Dragon Racing             | 112    |
| 5    | Mahindra Racing           | 73     |
| 6    | Venturi Formula E Team    | 64     |
| 7    | Amlin Andretti            | 49     |
| 8    | Team Aguri                | 24     |
| 9    | NEXTEV TCR                | 14     |